# Jacobyana
Jacobyana es un género de escarabajos  de la familia Chrysomelidae. En 1905 Weise describió el género. Contiene las siguientes especies:
- Jacobyana flurinae Sprecher-Uebersax, 2002
- Jacobyana nepalica Medvedev, 1990
- Jacobyana ovata Medvedev, 2001
- Jacobyana serainae Sprecher-Uebersax, 2002